# Jiang Jialiang
Jiang Jialiang, född 1964 i Zhongshan, Kina, är en kinesisk bordtennisspelare.
Vid världsmästerskapen i bordtennis 1983 i Tokyo tog han VM-guld i herrlag, VM-brons i herrsingel och VM-silver i herrdubbel.
Två år senare vid världsmästerskapen i bordtennis 1985 i Göteborg tog han VM-guld i herrlag, VM-guld i herrsingel och VM-brons i herrdubbel.